# Pterospoda opuscularia
Pterospoda opuscularia är en fjärilsart som beskrevs av George Duryea Hulst 1887. Pterospoda opuscularia ingår i släktet Pterospoda och familjen mätare. Inga underarter finns listade.